# Persone di nome Julián
| Questa pagina contiene informazioni ricavate automaticamente dalle voci biografiche con l'ausilio del template Bio e di un bot. L'aggiornamento è periodico e automatico e ricostruisce completamente la pagina. Se manca una persona in questa lista, sei pregato di non aggiungerla, ma accertati piuttosto che la sua voce biografica contenga il template Bio e che i dati anagrafici siano correttamente compilati. Se il template Bio manca, inseriscilo tu stesso o, in alternativa, metti l'avviso {{tmp\|Bio}} che ne segnala la mancanza. Se i dati riportati sono sbagliati, correggi direttamente la voce biografica; le modifiche saranno visibili in questa lista entro pochi giorni. Per chiarimenti vedi il progetto antroponimi. La lista contiene solo le 86 persone che sono citate nell'enciclopedia e per le quali è stato implementato correttamente il template Bio. Pagina aggiornata al 16 ott 2024. |

Questa è una lista di persone presenti nell'enciclopedia che hanno il prenome Julián, suddivise per attività principale.

## Allenatori di calcio(1)
- Julián Rubio, allenatore di calcio e ex calciatore spagnolo (Montealegre del Castillo, n. 1952)

## Allenatori di tennis(1)
- Julián Alonso, allenatore di tennis e ex tennista spagnolo (Canet de Mar, n. 1977)

## Arcivescovi cattolici(1)
- Julián Barrio Barrio, arcivescovo cattolico spagnolo (Manganeses de la Polvorosa, n. 1946)

## Attori(2)
- Julián Villagrán, attore spagnolo (Trebujena, n. 1973)
- Julián López, attore e comico spagnolo (El Provencio, n. 1978)

## Botanici(1)
- Julián Acuña Galé, botanico cubano (Camagüey, n. 1900 - Città del Messico, † 1973)

## Calciatori(43)
- Julián Araujo, calciatore messicano (Lompoc, n. 2001)
- Julián Arcas Sánchez, calciatore e allenatore di calcio spagnolo (Vélez-Blanco, n. 1926 - Figueres, † 2001)
- Julián Aude, calciatore argentino (Lanús, n. 2003)
- Julián Bartolo, calciatore argentino (Quilmes, n. 1996)
- Julián Benítez, calciatore paraguaiano (Pilar, n. 1987)
- Julián Brea, calciatore argentino (Tres Algarrobos, n. 1999)
- Julián Camino, ex calciatore argentino (Maipú, n. 1961)
- Julián Carranza, calciatore argentino (Oncativo, n. 2000)
- Julián Chicco, calciatore argentino (Brinkmann, n. 1998)
- Julián Luque, ex calciatore spagnolo (Torrelavega, n. 1992)
- Julián Contrera, calciatore argentino (Rufino, n. 2003)
- Julián Coronel, ex calciatore paraguaiano (n. 1958)
- Julián Cuesta, calciatore spagnolo (Granada, n. 1991)
- Julián Delmás, calciatore spagnolo (Saragozza, n. 1995)
- Julián Di Cosmo, ex calciatore argentino (Aldao, n. 1984)
- Julián Eseiza, calciatore argentino (San Vicente, n. 2002)
- Julián Estéban, ex calciatore svizzero (Ginevra, n. 1986)
- Julián Estiven Vélez, ex calciatore colombiano (Medellín, n. 1982)
- Julián Fernández, calciatore argentino (Buenos Aires, n. 1995)
- Julián Fernández, calciatore argentino (El Arañado, n. 1989)
- Julián Fernández, calciatore argentino (Buenos Aires, n. 2004)
- Julián Figueroa, calciatore colombiano (Medellín, n. 1993)
- Juli, ex calciatore spagnolo (Alcoy, n. 1981)
- Julián Lalinde, ex calciatore uruguaiano (Florida, n. 1985)
- Julián Alejo López, calciatore argentino (Avellaneda, n. 2000)
- Julián Magallanes, ex calciatore argentino (Casilda, n. 1986)
- Julián Malatini, calciatore argentino (Córdoba, n. 2001)
- Julián Marchioni, calciatore argentino (La Plata, n. 1993)
- Julián Marcioni, calciatore argentino (Cruz Alta, n. 1998)
- Julián Montenegro, calciatore argentino (Río Negro, n. 1989)
- Julián Navas, calciatore argentino (Mendoza, n. 1993)
- Julián Palacios, calciatore colombiano (Medellín, n. 2003)
- Julián Palacios, calciatore argentino (n. 1999)
- Omar Ramos, calciatore spagnolo (Santa Cruz de Tenerife, n. 1988)
- Julián Ruete, calciatore, arbitro di calcio e allenatore di calcio spagnolo (Madrid, n. 1887 - Barcellona, † 1939)
- Julián Speroni, ex calciatore argentino (Buenos Aires, n. 1979)
- Julián Vásquez, ex calciatore colombiano (n. 1972)
- Julián Velázquez, calciatore argentino (Corrientes, n. 1990)
- Julián Vergara, calciatore spagnolo (Olite, n. 1913 - Olite, † 1987)
- Julián Viáfara, ex calciatore colombiano (Cali, n. 1978)
- Julián Vitale, calciatore argentino (Buenos Aires, n. 1995)
- Julián de Guzmán, ex calciatore canadese (Toronto, n. 1981)
- Julián Álvarez, calciatore argentino (Calchín, n. 2000)

## Cardinali(1)
- Julián Herranz Casado, cardinale e arcivescovo cattolico spagnolo (Baena, n. 1930)

## Cestisti(3)
- Julián McKelly, ex cestista dominicano (n. 1961)
- Julián Ortiz, ex cestista spagnolo (Corral de Almaguer, n. 1966)
- Julián Rodríguez, ex cestista portoricano (Ponce, n. 1970)

## Chitarristi(1)
- Julián Arcas, chitarrista e compositore spagnolo (María, n. 1832 - Antequera, † 1882)

## Ciclisti su strada(3)
- Julián Arredondo, ex ciclista su strada colombiano (Ciudad Bolívar, n. 1988)
- Julián Berrendero, ciclista su strada e ciclocrossista spagnolo (San Agustín del Guadalix, n. 1912 - Madrid, † 1995)
- Julián Gorospe, ex ciclista su strada e dirigente sportivo spagnolo (Mañaria, n. 1960)

## Compositori(2)
- Julián Aguirre, compositore, pianista e critico musicale argentino (Buenos Aires, n. 1868 - Buenos Aires, † 1924)
- Julián Carrillo, compositore, direttore d'orchestra e violinista messicano (Ahualulco, n. 1875 - Città del Messico, † 1965)

## Dirigenti sportivi(2)
- Julián Kent, dirigente sportivo, notaio e diplomatico argentino (Buenos Aires, n. 1917 - Buenos Aires, † 2005)
- Julián Palacios, dirigente sportivo spagnolo (Madrid, n. 1880 - † 1947)

## Filosofi(2)
- Julián Marías, filosofo e scrittore spagnolo (Valladolid, n. 1914 - Madrid, † 2005)
- Julián Sanz del Río, filosofo, giurista e pedagogo spagnolo (Torrearévalo, n. 1814 - Madrid, † 1869)

## Giocatori di calcio a 5(1)
- Julián Melero, ex giocatore di calcio a 5 spagnolo (n. 1965)

## Giuristi(1)
- Isaías Rodríguez, giurista, politico e diplomatico venezuelano (Valle de la Pascua, n. 1942)

## Lottatori(1)
- Julián Horta, lottatore colombiano (Puerto Camelia, n. 1999)

## Militari(1)
- Julián Romero, militare spagnolo (Huélamo, n. 1518 - Felizzano, † 1577)

## Modelli(1)
- Julián Gil, modello e attore argentino (Buenos Aires, n. 1970)

## Piloti motociclistici(3)
- Julián Miralles, pilota motociclistico spagnolo (Alberic, n. 1965)
- Julián Miralles Rodríguez, pilota motociclistico spagnolo (Alberic, n. 1988)
- Julián Simón, pilota motociclistico spagnolo (Villacañas, n. 1987)

## Poeti(1)
- Julián del Casal, poeta cubano (L'Avana, n. 1863 - L'Avana, † 1893)

## Politici(3)
- Julián Castro, politico e militare venezuelano (Petare - Valencia, † 1875)
- Julián Castro, politico statunitense (San Antonio, n. 1974)
- Julián Gorkin, politico, scrittore e rivoluzionario spagnolo (Benifairó de les Valls, n. 1901 - Parigi, † 1987)

## Presbiteri(1)
- Julián Lobera y Valtierra, presbitero spagnolo (Munébrega - Spagna, † 1435)

## Rivoluzionari(1)
- Túpac Catari, rivoluzionario (Ayo Ayo, n. 1750 - La Paz, † 1781)

## Rugbisti a 15(1)
- Julián Montoya, rugbista a 15 argentino (Buenos Aires, n. 1993)

## Scrittori(2)
- Julián Fuks, scrittore e critico letterario brasiliano (San Paolo, n. 1981)
- Julián Ríos, scrittore spagnolo (Vigo, n. 1941)

## Storici(1)
- Julián Juderías, storico, sociologo e giornalista spagnolo (Madrid, n. 1877 - Madrid, † 1918)

## Tennisti(1)
- Julián Ganzábal, ex tennista argentino (Buenos Aires, n. 1946)

## Teologi(1)
- Julián Carrón, teologo e linguista spagnolo (Navaconcejo, n. 1950)

## Tuffatori(1)
- Julián Sánchez, tuffatore messicano (Città del Messico, n. 1988)

## Vescovi cattolici(2)
- Julián López Martín, vescovo cattolico spagnolo (Toro, n. 1945)
- Julián Ruiz Martorell, vescovo cattolico spagnolo (Cuenca, n. 1957)